# Руссо, Кармен
Кармела Каролина Фернанда Руссо (итал. Carmela Carolina Fernanda Russo; род. 3 октября 1959, Генуя, Италия) — известная итальянская актриса.

## Биография
Руссо родилась в Генуе, 3 октября 1959 года. Её отец Джованни Руссо был полицейским, а мать Джузеппина Джерардини, работала кассиром в кинотеатре «Олимпия». В 1973 году она окончила среднюю школу и поступила в Институт Туризма в Генуе. В 1974 году победила на конкурсе красоты «Мисс Лигурия», потом «Мисс Эмилия» в Павулло-нель-Фриньяно. Хотела участвовать в конкурсе «Мисс Италия», но была дисквалифицирована из-за слишком молодого возраста.